# Partnerwahl beim Menschen

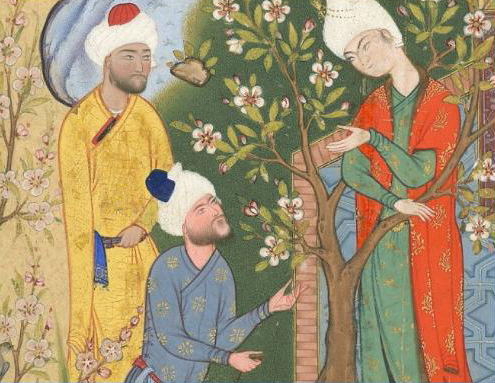
Brautwerbung. Bild aus einem persischen Manuskript (zwischen 1556 und 1565)

Partnerwahl bezeichnet einen Prozess, in welchem Menschen Beziehungspartner oder auch reine Sexualpartner auswählen. In diesem Prozess spielen unterschiedliche Faktoren eine Rolle; in reichen Ländern der Westlichen Welt befinden sich darunter heute vor allem Faktoren wie sexuelle Attraktivität, Erwägungen bezüglich des Lebensplans, der Empfindungen, Erfahrungen und habituellen Ähnlichkeiten.

## Theoretische Ansätze (Übersicht)
Es existieren verschiedene theoretische Ansätze der Partnerwahl:
- Die evolutionärpsychologische Theorie der sexuellen Strategien (Sexual Strategies Theory) (z. B. Buss, 1989; Buss & Schmitt, 1993): Wenn das Ziel der Partnerwahl die Fortpflanzung sei, argumentiert Buss (1989), dann dienen Partnerwahlstrategien dazu, optimale Partner zu identifizieren, um durch erfolgreiche Fortpflanzung und Sicherung des Überlebens die genetische Fitness der eigenen Nachkommen zu erhöhen (vergleiche Zoologische Grundlagen der Sexualität).
- Dagegen stellen die sozialpsychologischen Rollentheorien (social role theories, etwa Alice H. Eagly 1987) das soziale Umfeld als entscheidendes Kriterium für geschlechtsspezifische Unterschiede in der Partnerwahl dar. Insbesondere sei die Art der Arbeitsteilung in einer Gesellschaft und daraus resultierende Geschlechterrollen für die Partnerwahlkriterien von Männern und Frauen entscheidend.
- Weitere Modelle sind das Komplementaritätsmodell von Winch (1958), das Phasenmodell von Saxon (1968), die Instrumentalitätstheorie von Centers (1975), das psychoanalytische Modell von Jung (1978), das Altruismusmodell von Kirchler (1989) sowie das Stufenmodell von Klein (1991).

Bruce K. Eckland hat 1982 einen Übersichtsartikel über theoretische Ansätze der Partnerwahl veröffentlicht.

## Sozialpsychologische Ansätze

### Social Role Theories

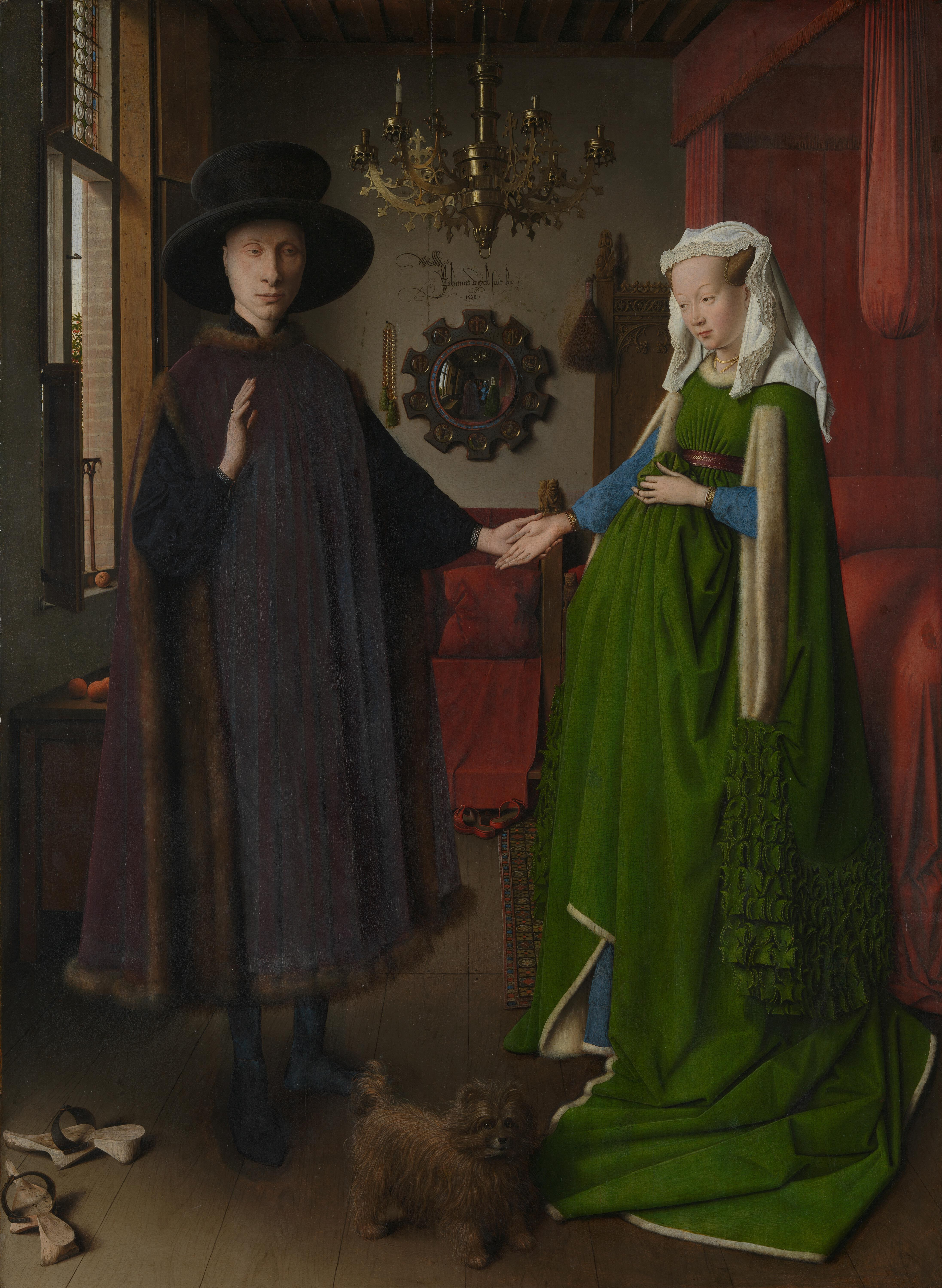
Die Geschlechterrollen von Mann und Frau am Beispiel der Arnolfini-Hochzeit von Jan van Eyck (1396–1441)

Anders als im evolutionspsychologischen Ansatz sollen geschlechtsspezifische Verhaltensweisen von der Anpassung (Sozialisation) an unterschiedliche Geschlechterrollen, die eine Gesellschaft bereithält, abhängen. Je ungleicher die sozialen Positionen von Mann und Frau in einer Gesellschaft seien, umso stärker weichen die Verhaltensweisen voneinander ab. Laut den Social Role Theories (Eagly, 1987; Eagly, Wood & Diekman, 2000) entwickelt sich diese Geschlechterhierarchie durch die geschlechtsspezifische Arbeitsteilung in verschiedenen Gesellschaften unterschiedlich. Soziale Rollen definieren sich als „Sammlung von Überzeugungen und Ansichten, die die Mitglieder einer Gesellschaft mehrheitlich teilen und die sich darauf beziehen, wie sich eine Person, die eine bestimmte soziale Position innehat, verhält oder verhalten sollte“ (Eagly et al., 2000). Da beide Geschlechter unterschiedliche Rollen wahrnehmen, passen sie ihre Verhaltensweisen auch in der Partnerwahl an. In Studien wurde nachgewiesen, dass Frauen in vielen Kulturen über weniger Macht und Einfluss sowie Ressourcen als Männer verfügen, da durch die spezifische Arbeitsteilung Frauen überwiegend Haushaltsarbeiten und geringer entlohnte Beschäftigungen ausüben. Daraus resultieren unterschiedliche Rollenverteilungen und -erwartungen, die Eagly (2000) als „resource provider“ (Ernährer) und „homemaker“ (Hausfrau) bezeichnet.
Als soziale Rollentheorie ist auch die Hypothese von Wellek (1963) zu verstehen, wonach die Partnerwahl nach einer komplementären Geschlechtsrollenidentifikation orientiert ist, sodass Frauen mit sehr weiblicher Geschlechtsrollenidentifikation (z. B. 90 % weiblich, 10 % männlich) Männer mit einer komplementären männlichen Geschlechtsrollenidentifikation (z. B. 10 % weiblich, 90 % männlich) präferieren, sodass sich die männlichen und weiblichen Anteile immer auf 100 % addieren. Umgekehrt suchen dieser Hypothese zufolge Personen mit weniger akzentuierter sexueller Rollenidentifikation ebenso ihresgleichen.

### Homogamie und Heterogamie
Partnerwahl findet neben dem Aspekt der physischen Attraktivität auch nach Kriterien wie Ähnlichkeit, Sympathie und Komplementarität statt. Zwei grundlegende Hypothesen zur Partnerwahl werden unterschieden:
- Nach der Homogamie-Hypothese werden Partner nach ähnlichen Kriterien ausgesucht und es werden möglichst gleiche Bedingungen in eine Partnerschaft eingebracht: Abstammung, Alter, Bildungsniveau, sozialer Status, finanzielle Lage, Hobbys, politische Neigung, Religion. Darüber hinaus soll ein Endogamie-Prinzip existieren, nach dem die Partnerwahl von kultur- und subkulturellen Ähnlichkeiten mitbestimmt wird.
- Nach der Heterogamie-Hypothese ziehen sich Gegensätze an: Es wird vorrangig ein Partner gesucht, der entgegengesetzte Charaktereigenschaften in die Partnerschaft einbringt.

Neben der Präferenz für eine Person mit einer Persönlichkeit, die der eigenen ähnelt, gibt es davon statistisch unabhängig eine starke Tendenz, immer wieder einen Partner zu wählen, dessen Persönlichkeit dem Ex-Partner ähnelt.

### Soziale Schließung
Mit dem Begriff der Sozialen Schließung werden in der Soziologie homogame Tendenzen in einen Zusammenhang mit Sozialstruktur gebracht.
2007 wurden in Deutschland zum Mikrozensus Ehepaare und nichteheliche Lebensgemeinschaften, bei denen beide Partner Angaben zu ihrer Bildung in den Kategorien „hoch“, „mittel“ und „niedrig“ machten, erfasst. Demnach lag bei 61 % der Paare ein gleicher Bildungsabschluss vor. In 30 % der Fälle hatte der Mann einen höheren Bildungsabschluss als die Frau. Bei 9 % der Paare war es umgekehrt.
Die Soziologie beschreibt darüber hinaus, dass Beziehungen, die über mehr als eine soziale Schicht hinweg begründet werden, unterdurchschnittlich stabil sind.

### Individualpsychologie
Für Alfred Adler gehört die Partnerschaft – neben der Arbeit und der Gemeinschaft – zu den drei Lebensaufgaben, die alle Menschen lösen müssen. Adler sieht sie im engeren Sinn als Aufgabe für zwei Menschen verschiedenen Geschlechts, die zusammenleben und zusammenarbeiten. Im größeren Zusammenhang sind es zwei Menschen, die als Teil der Menschheit an einem sozialen Problem arbeiten und mit Vergangenheit und Zukunft verbunden sind. Eine positive evolutionäre Entwicklung sieht er im erzieherischen Wandel (Eheberatung oder Paartherapie) weg von einer auf sich selbst bezogenen, erwartenden, verwöhnten Einstellung in Richtung auf eine aufgabenorientierte, über sich selbst hinausgehende, kooperative Einstellung, welche vom Gemeinschaftsgefühl geleitet ist.
Für die richtige Partnerwahl für Liebe und Ehe ist für Adler neben der körperlichen Eignung und Anziehung die richtige Stellungnahme gegenüber allen drei Lebensaufgaben entscheidend: Der Partner muss bewiesen haben, dass er Freundschaft halten kann, muss Interesse an seiner Arbeit besitzen und mehr Interesse für seinen Partner an den Tag legen als für sich.
Laut Wolfgang Hantel-Quitmann ist die Partnerwahl heute vor allem von der Hoffnung bestimmt, dass der Gesuchte den Suchenden in dessen persönlicher Entwicklung voranbringt. Menschen haben Lebens- und Liebesthemen, die ihnen meist nicht bewusst sind und die sich im Laufe des Lebens stark wandeln können. Bei jungen Menschen kann dies zum Beispiel die Ablösung vom Elternhaus sein; wenn diese Ablösung mit Hilfe einer Partnerschaft bewältigt wurde, zerbricht die Partnerschaft oft, weil sie ihre ursprüngliche Funktion verloren und keine neuen Funktionen entwickelt hat.

## Evolutionäre Psychologie
Die evolutionären Psychologie wendet Charles Darwins Evolutionstheorie auf die menschliche Psychologie an. Demzufolge suchen sich Menschen, wie andere Lebewesen auch, Sexualpartner aus, welche die Produktion möglichst vieler überlebensfähiger Nachkommen ermöglichen. Präferenzen bei der heterosexuelle Partnerwahl gehen demnach auf die Zeit unserer Vorfahren zurück und wurden bis heute weitervererbt. Die Anwendung der Evolutionstheorie auf die menschliche Psychologie ist jedoch umstritten. Die Fortpflanzung als primäres Ziel einer Partnerwahl wird zudem nach Meinung der Kritiker überbewertet.

### Sexual Strategies Theory

#### Höhe der elterlichen Investition
Trivers (1972) definierte seine Theorie über elterliche Investition und sexuelle Selektion folgendermaßen: Elterliche Investition ist jegliche Form der Investition in Nachkommen, welche die Möglichkeit ausschließt in andere Nachkommen zu investieren. Sie beinhaltet investierte Zeit, Energie und die zur Sicherung des Überlebens der Nachkommen erbrachten Anstrengungen, insbesondere auf Kosten des Wettbewerbs um andere Partner. Das Geschlecht, welches mehr in Nachkommen investiert, hat bei der Partnerwahl die höheren Ansprüche und ist in der Partnerwahl sorgfältiger bzw. wählerischer.
Bezogen auf die physiologischen Kosten können Männer durch minimale Investition theoretisch sehr viele Nachkommen zeugen, während Frauen mit den durch eine Schwangerschaft verbundenen Belastungen ungleich mehr investieren. Nach diesem vereinfachten evolutionspsychologischen Modell würde der Mann im Bindungs- und Fortpflanzungsverhalten eher auf Quantität achten, während für die Frau die Qualität eine größere Rolle spielen würde.
Zusätzlich müssen jedoch die Anstrengungen zur Aufzucht des Nachwuchses mit einbezogen werden (Elternschaft), für die beim Menschen sowohl Mütter als auch Väter eine Rolle spielen können. Wird Trivers Theorie auf den Menschen übertragen, wären sowohl Männer als auch Frauen wählerisch bezüglich des Partners, wobei sich eine Diskrepanz hinsichtlich der Stärke des Effekts ergebe, proportional dazu, wie stark sich die elterlichen Anstrengungen bei den Geschlechtern unterscheiden. Während zwar angenommen wird, dass sowohl Mütter als auch Väter evolutionär eine Bedeutung bei der Versorgung des Nachwuchses hatten, gibt es über den Umfang des väterlichen Anteils unterschiedliche Auffassungen. Über verschiedene Kulturen betrachtet ist die Bedeutung des Vaters höchst unterschiedlich, weshalb beim Menschen die Existenz einer variablen Strategie zur Partnerwahl angenommen wird, die je nach kultureller und sozialer Gegebenheiten angepasst wird.

#### Partnerpräferenzen

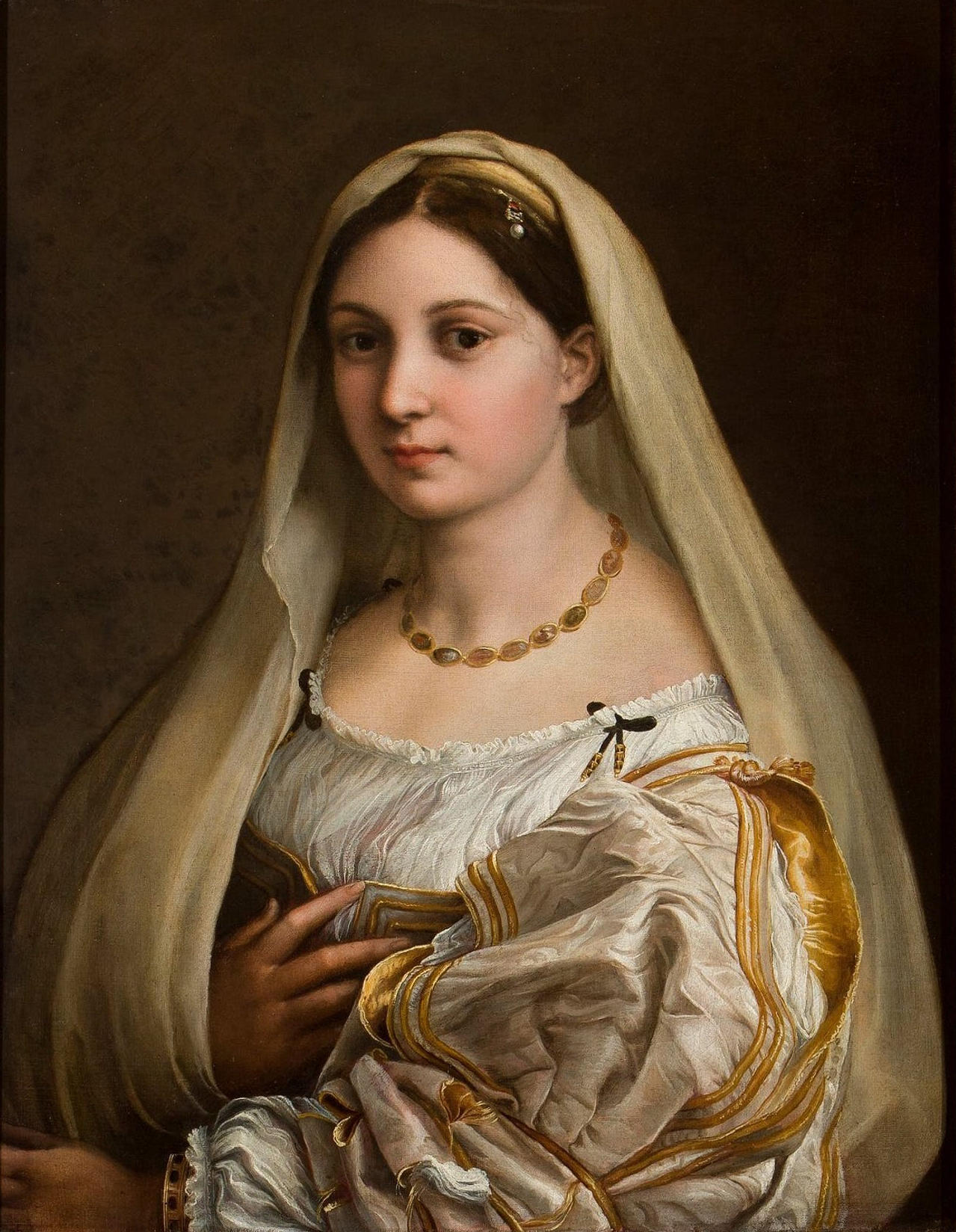
La Velata („Frau mit Schleier“):
weibliches Schönheitsideal der Hochrenaissance (Ölgemälde von Raffael, um 1515)

Buss und Schmitt behaupteten 1993, dass sich bei Frauen vor allem Präferenzen entwickelten, die einen Mann als Ernährer und Beschützer kennzeichnen, unter anderem der soziale Status eines Mannes und die Ressourcen, über die er verfüge. Im Vergleich zu Männern sollen sich Frauen zu Partnern hingezogen fühlen, die ein nonverbales Dominanzverhalten zeigen. Insbesondere sollen hochgewachsene Männer mit athletischem Körperbau als attraktiv gelten. Wichtiger seien jedoch Merkmale, die auf Reife, Intelligenz, Verlässlichkeit und Ehrgeiz hinweisen (Vermögen, berufliche Position, Statussymbole). Frauen könnten aufgrund von Schwangerschaft und Stillzeit schwerer Ressourcen anlegen und bevorzugen daher ältere, wohlhabendere Partner mit hohem sozialem Status, die eine Familie langfristig ernähren können (maximale Versorgungsleistung). Männer hingegen sollen kulturübergreifend die physische Erscheinung und Attraktivität von Frauen höher einschätzen, die einen hohen Reproduktionswert und Fruchtbarkeit der Partnerin vermittelt, das heißt, sie würden Frauen mit hohem reproduktivem Wert bevorzugen, da dieser zeitlich befristet sei (maximales Fortpflanzungspotential). Männer würden instinktiv den reproduktiven Wert der Frauen nach dem physischen Erscheinungsbild – etwa Körperbau, glatte Haut, glänzende Augen – und nach dem Verhalten bewerten, etwa nach körperlicher Aktivität und Gestik.
Bei der Partnerwahl tritt ein Phänomen auf, das bezeichnet wird als „assortative Paarung“ (assortative mating): Menschen suchen sich dabei einen Partner, der ungefähr ihrem eigenen wahrgenommenen Attraktivitätsniveau entspricht. Je länger sich zwei Menschen vor Beginn ihrer Partnerschaft kennen, desto weniger spielt jedoch das Aussehen der beiden Partner eine Rolle.
Siehe auch: Geschlechtertheorien in der Evolutionären Psychologie, Attraktivitätsforschung und evolutionäre Ästhetik
Eine Studie von Marcel Zentner und Klaudia Mitura aus 2012 konnte zeigen, dass die scheinbar evolutionär bedingten Unterschiede zwischen Männern und Frauen hinsichtlich ihrer Partnerpräferenzen zurückgehen, wenn die Gesellschaft ein höheres Maß an Geschlechtergleichheit aufweist. Die Autoren interpretieren die existierenden Unterschiede daher vorrangig mit kulturell und familiär geprägten Werten, die in der jeweiligen Gesellschaft vorherrschen, während genetische Prägung eine untergeordnete Rolle spielen würde, wie schon zuvor von Zietsch et al. 2011 gezeigt wurde. Evolutionsbiologische Einflüsse würden daher nicht die Partnerpräferenzen an sich, sondern eine hohe Anpassungsfähigkeit an neue gesellschaftliche Bedingungen hinsichtlich Verhalten und Einstellungen geformt haben.

## Historisches und Situation in individuellen Kulturen

### Individuelle und kollektive Partnerwahl
In der westlichen Hochkultur herrscht heute die individuelle Partnerwahl vor. Das heißt, ein junger Mensch wählt seinen Partner oder seine Partnerin aufgrund von romantischer Liebe. Historisch betrachtet ist das nicht die Norm. Noch bis weit ins 19. Jahrhundert hinein wurde die Entscheidung zur Verheiratung zweier junger Leute in weiten Teilen Europas entweder von der Familie der beiden oder von der Dorfgemeinschaft als Kollektiv getroffen.
Wenn die Familien den Partner für ihr Kind wählten, so achteten sie vor allem darauf, dass er aus einer möglichst wohlhabenden Familie kam. Außerdem sollte er oder sie gesund und fähig zu harter Arbeit sein. Da der Wunsch nach einem Stammhalter bestand, sollte die Frau jung sein. Auf die gegenseitige Sympathie beider Partner wurde damals keine Rücksicht genommen. Unter Großbauern waren Verwandtenhochzeiten üblich. So wollte man den Besitz in der Familie behalten. Im frühen 18. Jahrhundert waren fast 50 % der Frauen aus ratsfähigen Familien mit einem Verwandten verheiratet (meist mit einem Cousin zweiten oder dritten Grades). In weiten Teilen Europas waren Heiratsverbote üblich. Das heißt die Obrigkeit konnte zwei jungen Leuten die Hochzeit verbieten, wenn ihre materiellen Aussichten zu schlecht waren. Allerdings lagen solchen Verboten teils auch direkte wirtschaftliche Interessen der Herrschaft zugrunde, und sie waren zudem nicht immer auch praktisch durchsetzbar.
Noch weiter ging die kollektive Einmischung in die Partnerwahl in Norddeutschland und Schweden. Dort ließ die Gemeinschaft die jungen Leute eine Reihe von Prüfungen bestehen, bevor sie um einen Partner werben durften.

### Übergang von der kollektiven zur individuellen Partnerwahl
Im Zuge der industriellen Revolution fing dies in Europa an, sich zu ändern. Die ersten Zeichen der Veränderung zeigten sich in der neu entstehenden Industriearbeiterschaft. Die Industriearbeiter nahmen sich mehr und mehr die Freiheit der autonomen Partnerwahl. Auch uneheliches Zusammenleben und vorehelicher Geschlechtsverkehr waren häufig vorzufinden. Das ländliche Proletariat machte es den Industriearbeitern nach. Im alten Mittelstand jedoch wurden die jungen Leute nach wie vor von ihren Familien verheiratet; vorehelicher Geschlechtsverkehr war noch immer tabuisiert. Erst nach und nach änderte sich das. In zahlreichen nichtwestlichen Gesellschaften herrscht heute noch das kollektive Modell der Partnerwahl vor.
Die freie Wahl des Ehepartners gehört zu den Menschenrechten. Artikel 16 der Allgemeinen Erklärung der Menschenrechte beinhaltet u. a. das Recht heiratsfähiger Männer und Frauen auf Eheschließung und Familiengründung und das Erfordernis der freien und uneingeschränkter Willenseinigung der künftigen Ehegatten für eine Eheschließung. Ähnliches ist auch in Artikel 23 des UN-Zivilpaktes geregelt (siehe hierzu auch: Schutz von Ehe und Familie).
In der Postindustriellen Gesellschaft wächst die Erwartungshaltung an eine Partnerschaft weiter an und die Wertschätzung der persönlichen Bindung steigert sich weiter. Ausdruck findet dieser hohe Anspruchsdruck im idealistischen AMEFI-Konzept (Alles Mit Einem Für Immer).

### Ultraorthodoxes Judentum
Im ultraorthodoxen Judentum, wie es heute etwa in Israel und in den Vereinigten Staaten verbreitet ist, suchen in vielen Fällen noch heute die Eltern, eventuell unterstützt durch einen professionellen Heiratsvermittler (Schadchen), die Ehepartner für ihre Kinder aus. In einer israelischen Studie aus dem Jahre 2013 wurde aufgewiesen, dass die Eltern die Verbindung ihrer Kinder primär als die Verbindung zweier Familien sehen und der Frage, ob die beiden Partner zueinander passen, vergleichsweise wenig Bedeutung einräumen.

## Gesellschaftliche Normen
Wie alle Gesichtspunkte der Sexualität unterliegt auch die Partnerwahl gesellschaftlichen Normen. In Abhängigkeit von der jeweiligen Kultur kann die Freiheit der Partnerwahl beispielsweise durch Inzestverbote, durch Heterogamieverbote (z. B. Verbot von Sexualkontakten und Ehen zwischen unterschiedlichen Ethnien oder Religionen) oder durch Ächtung gleichgeschlechtlicher Sexualkontakte oder Partnerschaften einschränkt werden. In einigen Bundesstaaten der Vereinigten Staaten z. B. waren noch bis 1967 sogenannte „gemischtrassige“ Ehen zwischen weißen und nicht-weißen Partnern verboten (vgl. Loving v. Virginia). Das erste Land weltweit, das die gleichgeschlechtliche Ehe ermöglicht hat, waren 2001 die Niederlande.
Sexualkontakte von Erwachsenen mit Kindern oder Jugendlichen bilden in vielen Kulturen Straftatbestände. Siehe sexueller Missbrauch von Kindern und sexueller Missbrauch von Jugendlichen.
Beispiel: Inzestverbot
Zu den weltweit bis in die Gegenwart am weitesten verbreiteten Normen rund um Sexualität und Partnerschaft zählt die Ächtung von Inzest. In vielen Ländern sind sexuelle Handlungen zwischen nahen Verwandten auch dann strafbar, wenn diese einvernehmlich geschehen und die Beteiligten erwachsen sind. Dies gilt etwa für die Vereinigten Staaten (alle Bundesstaaten außer Rhode Island), Indonesien, Pakistan, Nigeria und Bangladesch; in Europa gilt es u. a. für das Vereinigte Königreich, Polen, Schweden, Rumänien, Tschechien, Norwegen, Dänemark und Finnland. In Deutschland, Österreich und der Schweiz sind inzestuöse sexuelle Handlungen nur im Falle von Vaginalverkehr strafbar; argumentiert wird hier mit dem Risiko genetischer Schädigung des eventuellen Nachwuchses.
In einer Reihe von Ländern (z. B. Bulgarien und die amerikanischen Bundesstaaten Texas, Oklahoma, Nevada, North Dakota und South Dakota) sind auch sexuelle Beziehungen zwischen Vettern und Cousinen ersten Grades strafbar. In Saudi-Arabien dagegen beträgt der Anteil der Personen, die einen Vetter oder eine Cousine ersten oder zweiten Grades heiraten, sogar mehr als 70 %.
Die größten Länder, die keinen Inzest-Straftatbestand kennen, sind Indien, die Volksrepublik China, Brasilien, Russland und Mexiko; in Europa wird Inzest u. a. in Frankreich, Spanien, Italien und den Niederlanden geduldet. Jedoch gibt es derzeit kein Land auf der Erde, in dem Vollgeschwister oder direkt voneinander abstammende Personen einander heiraten können.